# 国际正义联盟
国际正义联盟（英語：Justice League International，简称为JLI）是一支DC漫画超级英雄战队，由作者凱思·吉芬和J. M. 迪麥提斯和画家凯文·马奎尔于1987年创作。